# Nafisa al-Bayda
Nafisa al-Bayda, död 1816, var gift med Egyptens härskare Ali bey och Murad Bey. 
Hon var troligen från Kaukasus, och såldes till slavhandlare av sina fattiga föräldrar och föll offer för slavhandeln på Krim. Hon köptes till Ali beys harem i Kairo. Hon blev hans favorit, och han frigav och gifte sig med henne, vilket var det normala för mamluker-aristokrater. Efter hans död 1773 gifte hon om sig med Murad Bey, som 1791-1798 var Egyptens de facto-härskare. 
När Egypten invaderades av Frankrike under Napoleon Bonaparte 1798 besegrades Murad Bey av fransmännen, som ockuperade Kairo, medan Murad Bey organiserade en motståndsrörelse i form av en gerilla på landet. Hon blev berömd för sitt agerande under den franska ockupationen, då hon fungerade som medlare mellan sin make och fransmännen. Hon blev änka 1801 och använde då sin kontakt med fransmännen för att undvika att makens förmögenhet konfiskerades av ockupationsmakten.